# Bartolo (pastel)
Los bartolos o bartolinos son unos dulces típicos del Principado de Asturias (España). Estos pasteles son muy habituales en la cuenca minera del Nalón, donde fueron ideados en torno a 1920.

## Historia
El bartolo fue ideado por Gersán Martínez en la pastelería Gersán de Pola de Laviana, fundada en 1912. Alcanzaron especial popularidad en los años 80, cuando comenzaron a ser preparados en todas las confiterías de la cuenca del Nalón (Laviana, San Martín del Rey Aurelio y Langreo). En la actualidad también se preparan en otras confiterías del resto de Asturias.

## Descripción
La elaboración del pastel es relativamente sencilla. Se emplea hojaldre, huevo, mantequilla, agua, mermelada de albaricoque y por supuesto almendra molida. La preparación de éstos se lleva a cabo en el horno. Se realizan en unos moldes característicos (rizados) por lo que suelen presentarte como tartaletas de forma elíptica. En la parte superior se suele colocar una tira de hojaldre o una almendra entera, tostada. Se suelen consumir como merienda o sobremesa.